# Wioślarstwo na Letnich Igrzyskach Olimpijskich 1948
Wyniki zawodów wioślarstwa rozgrywanych podczas Letnich Igrzysk Olimpijskich w Londynie. Konkurencje rozgrywali tylko mężczyźni.

## Konkurencje
| Konkurencja           | Mężczyźni |
| --------------------- | --------- |
| jedynka               | M1x       |
| dwójka podwójna       | M2x       |
| dwójka bez sternika   | M2-       |
| czwórka bez sternika  | M4-       |
| dwójka ze sternikiem  | M2+       |
| czwórka ze sternikiem | M4+       |
| ósemka ze sternikiem  | M8+       |

## Medaliści
| Konkurencja                           | Złoto | Srebro | Brąz |
| M1x (jedynka) szczegóły               | Australia · Merv Wood | Urugwaj · Eduardo Risso | Włochy · Romolo Catasta |
| M2x (dwójka podwójna) szczegóły       | Wielka Brytania · Dickie Burnell · Bert Bushnell | Dania · Ebbe Parsner · Aage Larsen | Urugwaj · William Jones · Juan Rodríguez |
| M2- (dwójka bez sternika) szczegóły   | Wielka Brytania · Jack Wilson · Ran Laurie | Szwajcaria · Hans Kalt · Josef Kalt | Włochy · Felice Fanetti · Bruno Boni |
| M4- (czwórka bez sternika) szczegóły  | Włochy · Giuseppe Moioli · Elio Morille · Giovanni Invernizzi · Francesco Faggi                                                                             | Dania · Helge Halkjær · Aksel Bonde Hansen · Helge Muxoll Schrøder · Ib Storm Larsen                                                                                  | Stany Zjednoczone · Fred Kingsbury · Stu Griffing · Greg Gates · Bob Perew                                                                                                  |
| M2+ (dwójka ze sternikiem) szczegóły  | Dania · Finn Pedersen · Tage Henriksen · sternik: Carl-Ebbe Andersen                                                                                        | Włochy · Giovanni Steffè · Aldo Tarlao · sternik: Alberto Radi | Węgry · Antal Szendey · Béla Zsitnik · sternik: Róbert Zimonyi |
| M4+ (czwórka ze sternikiem) szczegóły | Stany Zjednoczone · Warren Westlund · Bob Martin · Bob Will · Gordy Giovanelli · sternik: Allen Morgan                                                      | Szwajcaria · Rudolf Reichling · Erich Schriever · Émile Knecht · Peter Stebler · sternik: André Moccand                                                               | Dania · Erik Larsen · Børge Raahauge Nielsen · Henry Larsen · Harry Knudsen · sternik: Ib Olsen                                                                             |
| M8+ (ósemka) szczegóły                | Stany Zjednoczone · Ian Turner · Dave Turner · Jim Hardy · George Ahlgren · Lloyd Butler · Dave Brown · Justus Smith · John Stack · sternik: Ralph Purchase | Wielka Brytania · Chris Barton · Michael Lapage · Guy Richardson · Paul Bircher · Paul Massey · Brian Lloyd · David Meyrick · Alfred Mellows · sternik: Jack Dearlove | Norwegia · Kristoffer Lepsøe · Thorstein Kråkenes · Hans Hansen · Halfdan Gran Olsen · Harald Kråkenes · Leif Næss · Thor Pedersen · Carl Monssen · sternik: Sigurd Monssen |

## Klasyfikacja medalowa
| Lp. | Państwo           |   |   |   | Razem |
| --- | ----------------- | - | - | - | ----- |
| 1.  | Wielka Brytania   | 2 | 1 | 0 | 3     |
| 2.  | Stany Zjednoczone | 2 | 0 | 1 | 3     |
| 3.  | Dania             | 1 | 2 | 1 | 4     |
| 4.  | Włochy            | 1 | 1 | 2 | 4     |
| 5.  | Australia         | 1 | 0 | 0 | 1     |
| 6.  | Szwajcaria        | 0 | 2 | 0 | 3     |
| 7.  | Urugwaj           | 0 | 1 | 1 | 2     |
| 8.  | Węgry             | 0 | 0 | 1 | 1     |
| 8.  | Norwegia          | 0 | 0 | 1 | 1     |